# Резвых, Пётр Владиславович
Пётр Владисла́вович Ре́звых (род. 9 января 1968, Обнинск) — российский философ, историк философии. Ведущий российский специалист по Шеллингу. Доцент Школы философии факультета гуманитарных наук Высшей школы экономики, ведущий научный сотрудник Института гуманитарных историко-теоретических исследований имени А. В. Полетаева Высшей школы экономики.

## Биография
Пётр Резвых родился 9 января 1968 года в Обнинске. В 1980—1985 годах учился в обнинской школе № 6, которую окончил в 1985 году с золотой медалью.
В 1985—1992 годах учился на философском факультете Московского государственного университета имени М. В. Ломоносова.
В 1992—1996 годах учился в очной аспирантуре по кафедре истории философии философского факультета МГУ. В 1996 году защитил диссертацию на соискание учёной степени кандидата философских наук (специальность 09.00.03 «История философии») по теме «Проблема творения в поздней философии Ф. В. Й. Шеллинга».
В 2001—2002 годах учился в немецко-русском колледже в Карлсруэ, в 2004 году окончил курсы немецкого языка при Гёте-Институте в Мюнхене.
В 1992—1993 годах работал научным сотрудником сектора методологических и теоретических основ охраны и использования наследия Российского научно-исследовательского института культурного и природного наследия имени Д. С. Лихачёва (Института Наследия).
В июле-декабре 2008 года был приглашённым научным сотрудником Комиссии по изданию сочинений Ф. В. Й. Шеллинга Баварской академии наук (Мюнхен).
Доцент Школы философии факультета гуманитарных наук Высшей школы экономики, ведущий научный сотрудник Института гуманитарных историко-теоретических исследований имени А. В. Полетаева Высшей школы экономики, академический руководитель образовательной программы «Germanica: история и современность».
Свободно владеет немецким языком, на английском читает и общается.

## Научные интересы
Область научных интересов: история новоевропейской философии, немецкая классическая философия, немецкая философия XIX—XX вв., культура романтизма, русско-немецкие культурные связи, история гуманитарных наук.

## Преподавательская деятельность
В 1994—1995 годах работал ассистентом кафедры культурологии Московского авиационного института, в 1996—1997 был преподавателем кафедры культурологии в том же институте. В 1997—2004 годах — старший преподаватель, в 2004—2009 годах — доцент кафедры истории философии факультета гуманитарных и социальных наук Российского университета дружбы народов. В 2009 году был приглашённым преподавателем элитной магистерской программы «Aisthesis. Художественные дискурсы и дискурсы образа» (Aisthesis. Kunstund Bilddiskurse) при университете Людвига-Максимилиана (Мюнхен) и университетах Айхштетта, Аугсбурга и Регенсбурга (Германия). С 2009 года — доцент Школы философии факультета гуманитарных наук Высшей школы экономики.
Признавался лучшим преподавателем Высшей школы экономики в 2011, 2012, 2013, 2014, 2015, 2016, 2017, 2018, 2019, 2020, 2021 годах.
Преподавал в Европейском университете в Санкт-Петербурге.

## Гранты и научные проекты
- Ф. Шеллинг и русская культура. (Проект РГНФ 08-03-00225а, РУДН, 2009); Шеллинг и Россия. (Исследовательская стипендия Фонда им. Александра фон Гумбольдта, Комиссия по изданию сочинений Ф.В.Й. Шеллинга, Баварская академия наук, г. Мюнхен, Германия, 2004—2005). Руководитель[1].
- Формирование дисциплинарного поля в гуманитарных и социальных науках (Программа фундаментальных исследований НИУ ВШЭ, 2012). Исполнитель[1].
- Свобода и рациональность в философии Ф. В. Й. Шеллинга (РГНФ 12-03-00476, 2012—2013). Руководитель[1].
- Пути и формы рецепции философии Ф.В.Й.Шеллинга в России (Научный фонд НИУ ВШЭ 11-01-0250, 2012—2013). Руководитель[1].
- Объективность, достоверность и факт в гуманитарных науках раннего Нового времени: историческая реконструкция и пути рецепции (РГНФ, 12-03-00482, 2012—2014). Исполнитель[1].
- Карл Альбрехт Зедергольм (1789—1867) и его роль в русско-немецком философском диалоге (Научный фонд НИУ ВШЭ 14-01-0030, 2014—2015). Руководитель[1].
- И. Кант и философия религии в Германии (РФФИ, 18-011-00080, 2018—2020). Исполнитель[1].

## Участие в научных обществах и редакционных коллегиях
- Член Международного общества Шеллинга (Internationale Schelling-Gesellschaft), (Леонберг)[1]
- Член международного редакционного совета книжной серии Initia philosophiae (издательство Academia University Press, Турин)[1]
- Член научного совета редакции журнала Schelling-Studien. Internationale Zeitschrift zur klassischen deutschen Philosophie (издательство Karl Alber, Фрайбург)[1]

## Признание
- Благодарность Высшей школы экономики (март 2017)[3]
- Благодарственное письмо проректора Высшей школы экономики (февраль 2018)[3]
- Благодарность факультета гуманитарных наук Высшей школы экономики (декабрь 2020)[3]